# الكسندر إسكوبار
الكسندر إسكوبار (بالإسبانية: Alexander Escobar) (4 أبريل 1984 في السلفادور - ) هو لاعب كرة قدم سلفادوري في مركزي قلب الدفاع والدفاع. شارك مع منتخب السلفادور تحت 17 سنة لكرة القدم ومنتخب السلفادور تحت 20 سنة لكرة القدم ومنتخب السلفادور لكرة القدم. أما مع النوادي، فقد لعب مع نادي أليانزا ‏ وإيسيدرو ميتابان ‏.

## مسيرته الكروية
لعب الكسندر إسكوبار خلال مسيرته الاحترافية مع ناديين في اثنا عشر موسمًا وسجل خلالها 12 هدفًا ضمن 123 مباراة. ولم يفز بأي موسم بالكأس وفاز في خمسة مواسم بالدوري.
خاض الكسندر إسكوبار مسيرته مع إيسيدرو ميتابان ‏ في موسم 2001–02 ليلعب معه أحد عشر موسمًا، مشاركًا في 123 مباراة سجل خلالها 12 هدفًا. ثم انتقل إلى نادي أليانزا ‏ في موسم 2012–13 لمدة موسم واحد، حيث لم يشارك في أي مباراة ولم يسجل أي هدف.

## وصلات خارجية
- الكسندر إسكوبار على موقع الاتحاد الدولي (مؤرشف)  (الإنجليزية)
- الكسندر إسكوبار على موقع قاعدة بيانات كرة القدم.إي يو (الإنجليزية)
- الكسندر إسكوبار على موقع ناشيونال فوتبول تيمز (الإنجليزية)